# The Sonics
The Sonics – amerykański zespół grający garage rock, założony w Tacoma w stanie Waszyngton w 1960 roku przez Gerry Rosliego, Andy Parypa i Larry Parypa, rozwiązany w 1968, reaktywowany w 2008.
Obecny skład zespołu
- Gerry Roslie – śpiew, pianino, organy
- Andy Parypa – gitara basowa
- Larry Parypa – gitara, wokal
- Rob Lind – saksofon, wokal, harmonijka
- Bob Bennett – perkusja

## Dyskografia
- Here Are the Sonics (Etiquette Records, 1965)
- Merry Christmas (Etiquette, 1965)
- Boom (Etiquette, 1966)
- Introducing The Sonics (Jerden, 1967)
- Explosives (Buckshot, 1973)
- Live Fanz Only  (Etiquette, 1986)
- The Savage Young Sonics (Norton, 2001)
- The Sonics – Busy Body!!! Live in Tacoma 1964 (Norton 2007)